# Paul Petersen
Paul Petersen   (Glendale, 23 de setembre de 1945) William Paul Petersen és un comediant i actor estatunidenc amb una reeixida carrera tant en el vessant humorista com en el d'actor en pel·lícules.
Ídol adolescent a final dels anys 1950 i principis dels 1960 gràcies al seu paper protagonista en The Donna Reed Show (ABC, 1958-1966), Paul Petersen va experimentar els alt-i-baixos de la fama en una breu però tumultuosa carrera que el va inspirar per esdevenir un advocat dels drets d'actors dels nens.
Intèrpret a la pantalla amb vuit anys, va ser un dels Mouseketeers originals en "The Mickey Mouse Club" (ABC, 1955-59) abans del paper de Jeff Stone en "Donna Reed." Va ser molt popular, i estimat per noies joves, que també li demanaven ajuda en la seva modesta carrera de músics pop. Tanmateix, quan la sèrie va acabar, li va ser impossible de trobar feina. El suïcidi d'un nen actor en aquell període va donar Petersen l'ímpetu per llançar A Minor Consideration, cosa que va cridar l'atenció de molts antics intèrprets nens, mentre assegurava la seguretat i confort en els que estaven actius. Per la seva feina en aquest camp, Petersen es va convertir en la veu que tenia cura dels joves talents a Hollywood.
Petersen primer va saltar a la fama a la dècada de 1950 interpretant Jeff Stone al Donna Reed Show i va fer una transició cap a una carrera com a cantant en la dècada de 1960. A principis de la dècada de 1980, va tenir un paper recurrent com a oficial de policia a «Matt Houston», i a la fi de 1990, va interpretar a l'autor Paul Conway en la pel·lícula, «Mommy's day».
El 1990, Petersen va establir l'organització «A minor consideration» per donar suport a estrelles infantils i altres nens treballadors mitjançant la legislació, l'educació familiar, i la intervenció personal i l'assessorament d'aquests en situacions de crisi.

## Filmografia
Les seves pel·lícules més destacades són:
- Houseboat (1958)
- Journey to Shiloh (1968)
- In the Year 2889 (1967)
- The Happiest Millionaire (1967)
- Journey To Shiloh (1968)